# Anzio (1968)
Anzio is een film uit 1968, ook bekend onder de namen The Battle for Anzio (VK) of Lo sbarco di Anzio (Italië). Op de Nederlandse markt is de dvd in de handel onder de titel Anzio. De film speelt tijdens de geallieerde campagne in 1944: op het ogenblik dat de geallieerde opmars in Italië vastloopt wordt een landing bij Anzio uitgevoerd, achter de Duitse linies, om weer beweging terug te krijgen.
De film werd op locatie in Italië gemaakt, voor een groot deel met Amerikaans jaren-zestig militair materieel. Ze is gebaseerd op de roman Anzio van Wynford Vaughan-Thomas. De hoofdrol van Dick Ennis, oorlogscorrespondent, wordt gespeeld door Robert Mitchum; een ondersteunende hoofdrol is weggelegd voor Peter Falk, als heldhaftige en anti-autoritaire korporaal.
In de film wordt de landing alleen gehinderd door een blaffende hond. Dick Ennis leent een jeep en rijdt daarmee ongehinderd naar Rome, waar blijkt dat de Duitsers zich praktisch geheel teruggetrokken hebben. Hij rijdt weer terug om dat aan de bevelvoerende generaal te melden, die concludeert dat het een valstrik is en zijn troepen opdraagt zich in te graven.
In de film wordt na een week dan toch, vergezeld door Dick Ennis, een eenheid uitgestuurd die in een door de teruggekeerde Duitsers opgezette val loopt en 761 van de 767 mannen verliest. Met de resterende zes manschappen voert Ennis een verkenning uit van de (welhaast magisch) uit de grond gestampte nieuwe Duitse verdedigingslinies om wederom terug te rapporteren. Nu wordt wel naar hem geluisterd maar het is te laat voor een makkelijk succes.
In de film wordt een Duitse generaal opgevoerd met de uitspraak dat het geallieerde kamp het goedkoopste krijgsgevangenenkamp in Europa is: de geallieerden bewaken en voeden zichzelf en niemand komt er uit. Ook wordt Winston Churchill geciteerd: "I had hoped we were hurling a wildcat into the shore, but all we have got was a stranded whale".

## Rolverdeling
| Acteur              | Personage                       |
| ------------------- | ------------------------------- |
| Robert Mitchum      | Oorlogscorrespondent Dick Ennis |
| Peter Falk          | Korporaal Rabinoff              |
| Robert Ryan         | Generaal Carson                 |
| Arthur Kennedy      | Generaal Lesly                  |
| Earl Holliman       | Sergeant Stimmler               |
| Reni Santoni        | Soldaat Movie                   |
| Mark Damon          | Wally Richardson                |
| Anthony Steel       | Generaal Marsh                  |
| Patrick Magee       | Generaal Starkey                |
| Giancarlo Giannini  | Soldaat Cellini                 |
| Wolfgang Preiss     | Veldmaarschalk Kesselring       |
| Arthur Franz        | Generaal Howard                 |
| Wayde Preston       | Kolonel Hendricks               |
| Venantino Venantini | Kapitein Burns                  |